# Ти-Три-Галли
Ти-Три-Галли — пригород в районе большой Аделаиды, Южная Австралия. Находится в одноимённом районе местного самоуправления в избирательном округе в Ньюленд с Палатой представителей Австралии в Макине.

## История
Населённый пункт получил свое название от «чайных деревьев» с белыми цветами (Leptospermum lanigerum), которые росли в этой местности. Первые поселенцы заваривали их листья в качестве заменителя чая. Первоначально в этом районе землю купил Джон Стивенс, разделив её в 1850 году и назвав поселение Стивентон. К 1867 году поселение было известно по-разному и как Ти-Три-Галли и как Стивентон, но к 1900 году Стивентон вышел из употребления. Его также иногда называли «Театри Галли».
Почтовое отделение Стивентона открылось примерно в январе 1859 года, было переименовано в Tea Tree Gully в 1872 году, Teatree Gully в 1925 году, снова Tea Tree Gully в 1966 году и St Agnes в 1969 году.
Местность примечательна оврагом, где уклон позволяет передвигаться запряженными волами повозкам, а также источниками воды, которые способствовали росту чайного дерева.
Расположенные в пригороде исторический отель Highercombe и старое здание палаты совета Ти-Три-Галли внесены в Реестр наследия Южной Австралии.